# Agrotis monileus
Agrotis monileus là một loài bướm đêm trong họ Noctuidae.